# Leonor Acuña
Leonor Acuña (Monte Caseros, 9 de diciembre de 1952) es una lingüista argentina. En 2021 fue elegida como académica de número de la Academia Argentina de Letras, con recepción pública celebrada el 24 de noviembre de 2022. Ha realizado contribuciones en tanto docente e investigadora en las áreas de dialectología, lenguas en contacto, español como lengua segunda y extranjera (ELSE) y educación intercultural bilingüe.

## Trayectoria
Leonor Acuña es profesora de enseñanza secundaria, normal y especial en Letras, egresada de la Facultad de Filosofía y Letras, Universidad de Buenos Aires (UBA). Se ha desempeñado como docente, directiva e investigadora de dicha casa de estudios. En tanto docente, formó parte de las cátedras de Historia de la Lengua, Lingüística Diacrónica y Dialectología Hispanoamericana. Como directiva, fue consejera y secretaria académica. Entre 2011 y 2013 se desempeñó como vicedecana. En tanto investigadora, ha participado de distintos proyectos de investigación en torno a la enseñanza de segundas lenguas y situaciones de lenguas en contacto que han obtenido financiación del sistema científico argentino (Secretaría de Investigación de la UBA, Ministerio de Ciencia y Tecnología de la República Argentina, etc.)
También fue vicedirectora y directora del Laboratorio de Idiomas de la Facultad de Filosofía y Letras de la UBA entre 1991 y 2000. Allí desarrolló el área de enseñanza del español como lengua segunda y extranjera, creó y dirigió el programa de capacitación en enseñanza del español como lengua segunda y extranjera, para la formación de profesores de español como lengua extranjera. Como parte de estas iniciativas, formó parte del equipo que diseñó e implementó un certificado de español como lengua extranjera avalado por el Ministerio de Educación y el Ministerio de relaciones exteriores de la República Argentina denominado CELU (Certificado de Español: Lengua y Uso). Este certificado lo llevan adelante un consorcio de más de 30 universidades nacionales argentinas.
Desde 1991 es investigadora del Instituto Nacional de Antropología y Pensamiento Latinoamericano (Inapl), organismo que depende del Ministerio de cultura de la nación, y del que actualmente es directora. En dicha institución, se dedicó al estudio etnolingüístico en comunidades donde se habla más de una lengua. En particular, desarrolló estudios en torno a la enseñanza de segundas lenguas, tanto del español como de lenguas indígenas. En 2017 fue seleccionada por concurso como directora del Inapl.
Es, desde octubre de 2021, académica de número de la Academia Argentina de Letras.